# René Grummel
René Grummel (Emmen, 6 juni 1968) is een voormalige Nederlands profvoetballer die gedurende zijn gehele carrière uitkwam voor Emmen. Na zijn professionele loopbaan ging hij voetballen voor zijn jeugdclub SVBO en was jeugdtrainer bij diezelfde club.
Na Michel van Oostrum heeft hij de meeste wedstrijden gespeeld voor Emmen.
Op 21 februari 2015 werd bekend dat René Grummel per ingang van het seizoen 2015-2016 terugkeert bij FC Emmen in de functie van assistent-trainer.

## Statistieken
| Seizoen   | Club  | Wedstrijden | Goals |
| --------- | ----- | ----------- | ----- |
| 1991/1992 | Emmen | 34          | 2     |
| 1992/1993 | Emmen | 23          | 4     |
| 1993/1994 | Emmen | 28          | 6     |
| 1994/1995 | Emmen | 25          | 3     |
| 1995/1996 | Emmen | 12          | 0     |
| 1996/1997 | Emmen | 25          | 3     |
| 1997/1998 | Emmen | 27          | 2     |
| 1998/1999 | Emmen | 31          | 3     |
| 1999/2000 | Emmen | 24          | 2     |
| Totaal    |       | 229         | 25    |